# Exploração europeia da África

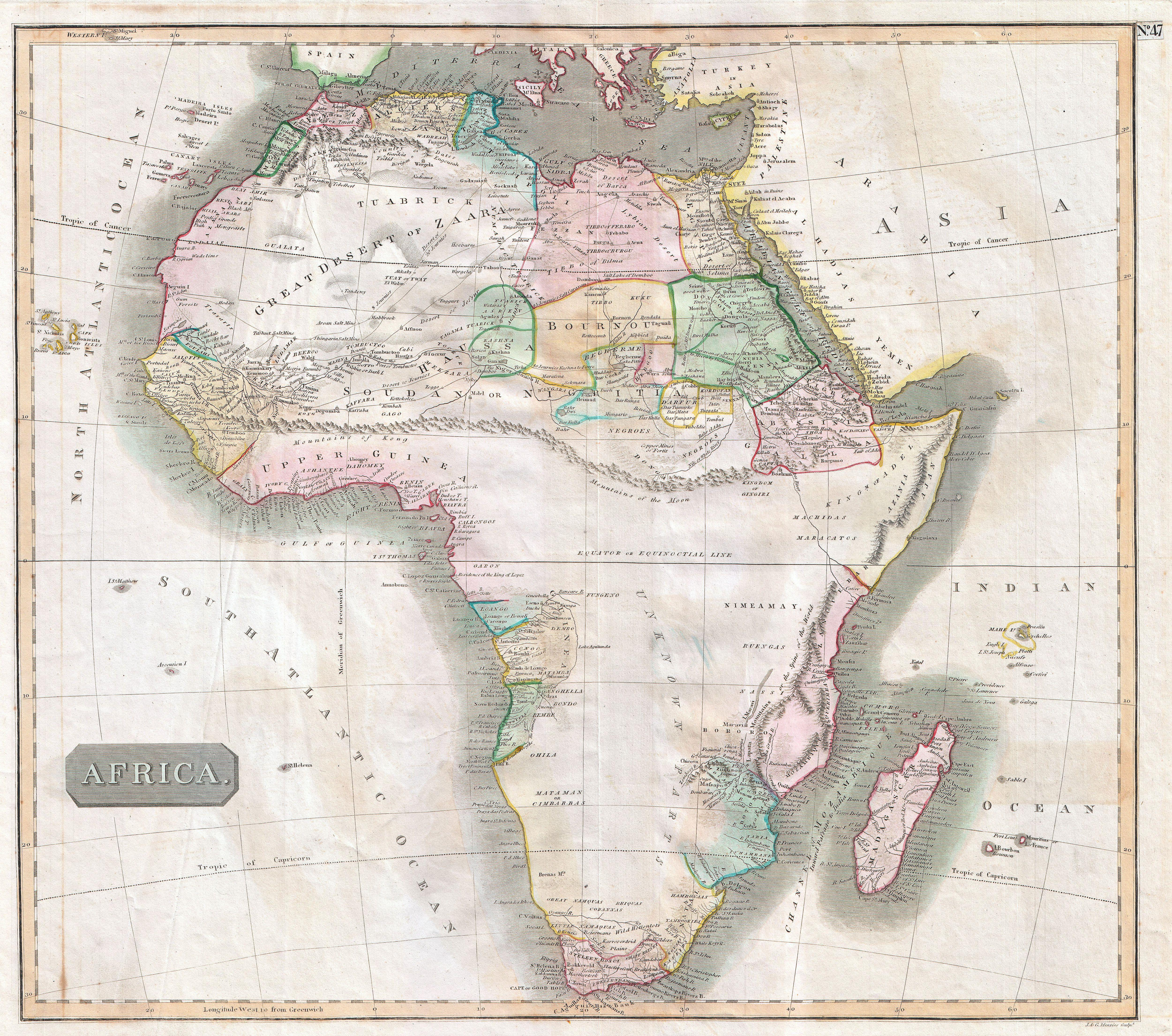
Mapa da África de John Thomson, 1813. Grande parte do continente é simplesmente rotulada como “partes desconhecidas”. O mapa ainda inclui as Montanhas da Lua de Ptolemeu, que desde então foram atribuídas a cadeias que vai do Rwenzori ao Quilimanjaro e aos picos da Etiópia na cabeceira do Nilo Azul.

A geografia do Norte de África é razoavelmente conhecida entre os europeus desde a antiguidade clássica na geografia greco-romana. O noroeste da África ( Magrebe ) era conhecido como Líbia ou África, enquanto o Egito era considerado parte da Ásia.
A exploração europeia da África subsariana começa com a Era dos Descobrimentos no século XV, iniciada pelo Reino de Portugal sob o comando de Henrique, o Navegador. O Cabo da Boa Esperança foi alcançado pela primeira vez por Bartolomeu Dias em 12 de março de 1488, abrindo a importante rota marítima para a Índia e o Extremo Oriente, mas a própria exploração europeia de África permaneceu muito limitada durante os séculos XVI e XVII. As potências europeias contentaram-se em estabelecer entrepostos comerciais ao longo da costa enquanto exploravam e colonizavam ativamente o Novo Mundo. A exploração do interior de África foi assim deixada principalmente aos comerciantes de escravos muçulmanos, que em conjunto com a conquista muçulmana do Sudão estabeleceram redes de longo alcance e apoiaram a economia de vários reinos do Sahel durante os séculos XV a XVIII.
No início do século XIX, o conhecimento europeu da geografia do interior da África Subsariana era ainda bastante limitado. As expedições para explorar a África Austral foram feitas durante as décadas de 1830 e 1840, de modo que, em meados do século XIX e no início da corrida colonial pela África, as partes inexploradas estavam agora limitadas ao que viria a ser a Bacia do Congo e a bacia]] dos Grandes Lagos. Este "coração da África" permaneceu como um dos últimos "pontos em branco" restantes nos mapas mundiais do final do século XIX (ao lado do Ártico, da Antártica e do interior da Bacia Amazônica ). Coube aos exploradores europeus do século XIX, incluindo aqueles que procuravam as famosas nascentes do Nilo, nomeadamente John Hanning Speke, Richard Francis Burton, David Livingstone e Henry Morton Stanley, completar a exploração de África na década de 1870. Depois disso, a geografia geral da África ficou conhecida, mas foi deixada para novas expedições durante a década de 1880 em diante, nomeadamente aquelas lideradas por Oskar Lenz, para dar mais detalhes, como a composição geológica do continente.

## História

### Antiguidade

O mapa-múndi de Hecateu de Mileto

Os fenícios exploraram o Norte de África, estabelecendo uma série de colónias, das quais a mais proeminente foi Cartago. A própria Cartago conduziu a exploração da África Ocidental. A primeira suposta circum-navegação do continente africano terá sido feita por marinheiros fenícios, numa expedição encomendada pelo faraó egípcio Necao II, Cerca 600 a.C. que levou três anos. Um relatório desta expedição é fornecido por Heródoto (4.37). Eles navegaram para o sul, contornaram o Cabo em direção ao oeste, seguiram para o norte, em direção ao Mediterrâneo, e depois voltaram para casa. Ele afirma que todos os anos faziam uma pausa para semear e colher grãos. O próprio Heródoto é cético quanto à veracidade desse feito, que teria ocorrido cerca de 120 anos antes de seu nascimento; no entanto, a razão que ele dá para não acreditar na história é a alegação relatada pelos marinheiros de que quando navegaram ao longo da costa sul da África, encontraram o Sol à sua direita, no norte; Heródoto, que desconhecia a forma esférica da Terra, não achou isso possível. No entanto, alguns comentadores consideraram essa descrição como prova que a viagem é histórica, mas um estudioso ainda considera o relato improvável. 
Eutímenes o Massaliota explorou a costa da África Ocidental no início do século VI a.C.
A costa da África Ocidental poderá ter sido explorada por Hanão numa expedição cerca de 500 a.C.  O relato desta viagem sobreviveu em um breve Periplus em grego, que foi citado pela primeira vez por autores gregos no século III a.C.  :162–3Há alguma incerteza sobre até onde exatamente Hanão chegou; ele pode ter navegado até Serra Leoa, Guiné ou mesmo Gabão.  No entanto, Robin Law observa que alguns comentadores argumentaram que a exploração de Hanão pode não o ter levado mais longe do que o sul de Marrocos. 

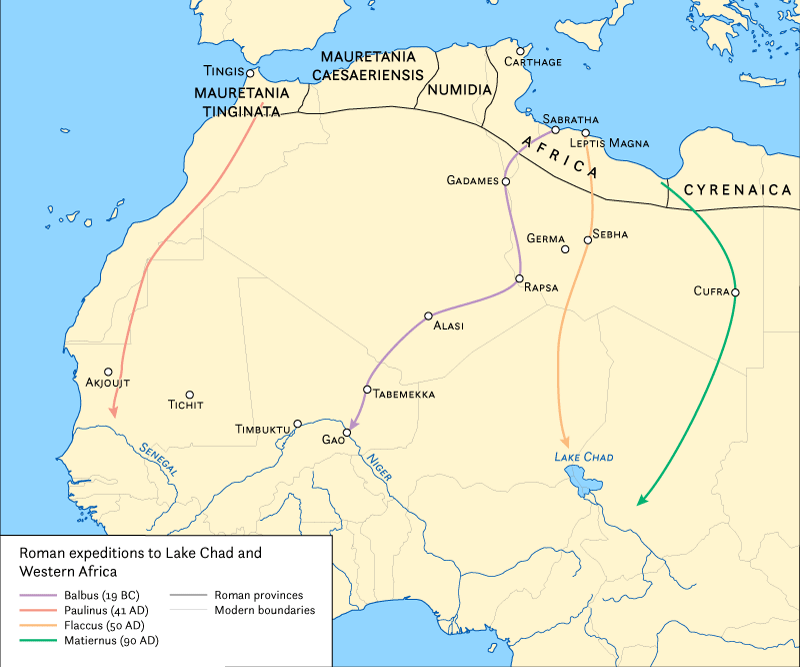
Expedições romanas à África Subsariana a oeste do rio Nilo

A África recebeu o nome do povo Afri que se estabeleceu na área da atual Tunísia. A província romana da África abrangia a costa mediterrânea do que hoje é a Líbia, a Tunísia e a Argélia. As partes do Norte da África ao norte do Saara eram bem conhecidas na antiguidade. No entanto, os romanos parecem nunca ter explorado o próprio Saara, e as terras mais a sul. 
Antes do século II a.C., os geógrafos gregos não sabiam que a terra então conhecida como Líbia se expandia ao sul do Saara, presumindo que o deserto fazia fronteira com o oceano exterior. Na verdade, Alexandre, o Grande, de acordo com as Vidas de Plutarco, considerou navegar da foz do Indo de volta à Macedônia, passando ao sul da África, como um atalho em comparação com a rota terrestre. Mesmo Eratóstenes por volta de 200 a.C., ainda presumia uma extensão da massa de terra não mais ao sul do que o Corno de África.
No período imperial romano, o Corno de África era bem conhecido dos geógrafos mediterrâneos. O entreposto comercial de Rhapta, descrito como "o último mercado da Azânia ", pode corresponder à costa da Tanzânia. O Périplo do Mar Eritreu, datado do século I d.C., parece estender o conhecimento geográfico mais a sul, até ao Sudeste de África. O Mapa mundial de Ptolomeu do século II está bem ciente de que o continente africano se estende significativamente mais ao sul do que o Corno da África, mas não tem detalhes geográficos ao sul do equador (não está claro se está ciente do Golfo da Guiné ). 

### Idade Média
Entre 859 e 861, uma frota viking de 62 navios, liderada por Hastein e [[Biorno Braço de Ferro], navegou do Rio Loire para atacar o Mediterrâneo, incluindo o Norte de África.
De 1146 a 1148 o nórdico Rogério II da Sicília estabeleceu o Reino da África.
Em maio de 1291 os irmãos genoveses, Vandino e Ugolino Vivaldi, comandaram a primeira expedição conhecida em busca de uma rota marítima para a Índia contornando a África, mas perderam-se. Alguns anos depois, em 1312, possivelmente em busca dos irmãos Vivaldi, um conterrâneo genovês, Lanzarotto Malocello redescobriu as Ilhas Canárias. Lanzarote tem o seu nome.
Num mapa do Atlas Catalão é dito que Jaume Ferrer navegou de Maiorca pela costa oeste africana para encontrar o lendário "Rio de Ouro" em 1346, mas o resultado da sua busca e o seu destino são desconhecidos.

### Primeiras expedições portuguesas

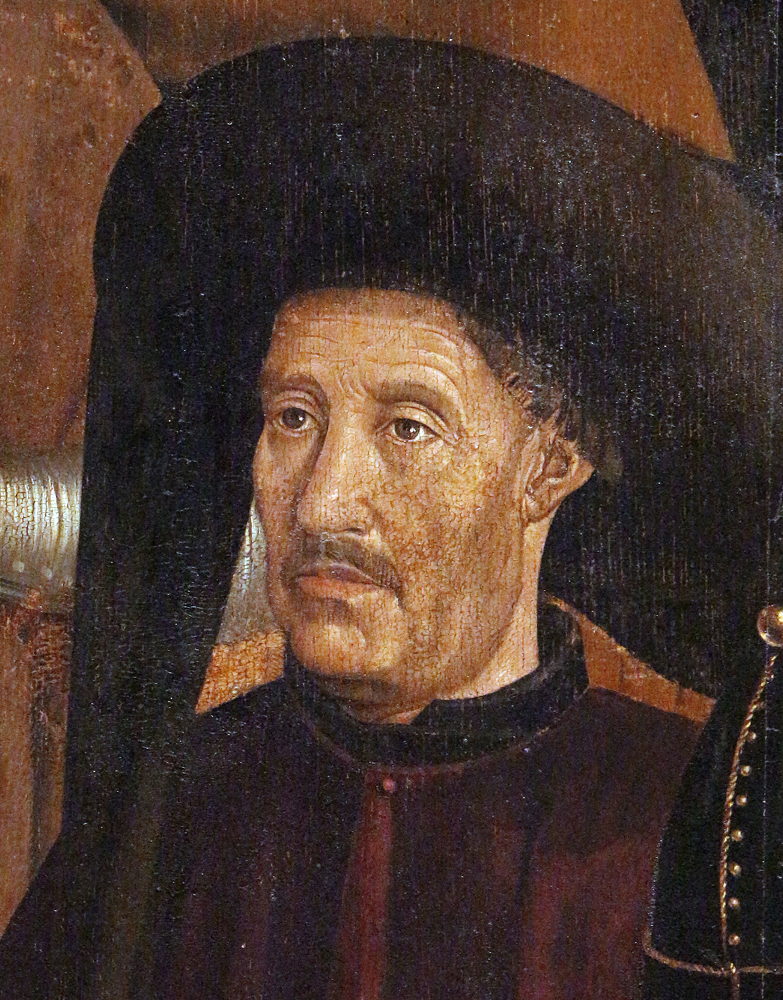
Retrato do Infante Dom Henrique por Nuno Gonçalves

O Infante Dom Henrique, conhecido como o Navegador, foi o primeiro europeu a explorar metodicamente a África e a rota oceânica para as Índias. A partir da sua residência na região do Algarve,  dirigiu sucessivas expedições para circum-navegar a África e chegar à Índia. Em 1420, Henrique enviou uma expedição para assegurar a desabitada mas estratégica ilha da Madeira. Em 1425, ele tentou proteger também as ilhas Canárias, mas estas já estavam sob firme controle castelhano. Em 1431, outra expedição portuguesa alcançou e anexou os Açores.
As cartas navais de 1339 confirmam que as Canárias já eram conhecidas dos europeus. Em 1342, os catalães organizaram uma expedição capitaneada por Francesc Desvalers às ilhas Canárias que partiu de Maiorca. 
Em 1455 e 1456 dois exploradores italianos, Alvise Cadamosto de Veneza e Antoniotto Usodimare de Génova, juntamente com um capitão português não identificado e trabalhando para o príncipe Henrique de Portugal, seguiram o rio Gâmbia, visitando as terras do Senegal, enquanto outro marinheiro italiano de Génova, Antonio da Noli, também em nome do príncipe Henrique, explorou as ilhas Bijagós, e, juntamente com o português Diogo Gomes, o arquipélagod e Cabo Verde. Antonio da Noli, descobridor de Cabo Verde e primeiro governador do arquipélago foi o primeiro governador colonial europeu na África Subsariana). 
Ao longo das costas ocidental e oriental de África, o avanço foi constante; Os marinheiros portugueses chegaram ao Cabo Bojador em 1434 e ao Cabo Branco em 1441. Em 1443, construíram uma fortaleza na ilha de Arguim, na atual Mauritânia, negociando trigo e tecidos europeus por ouro e escravos africanos. Foi a primeira vez que o ouro semimítico do Sudão chegou à Europa sem mediação muçulmana. A maior parte dos escravos foi enviada para a Madeira, que se tornou, após uma desflorestação profunda, a primeira colónia europeia de plantações. Entre 1444 e 1447, os portugueses exploraram as costas do Senegal, da Gâmbia, e da Guiné. Em 1456, o capitão veneziano Alvise Cadamosto, sob comando português, explorou as ilhas de Cabo Verde. Em 1462, dois anos após a morte do Infante D. Henrique, marinheiros portugueses exploraram as ilhas Bissau e deram o nome de Serra Leoa.

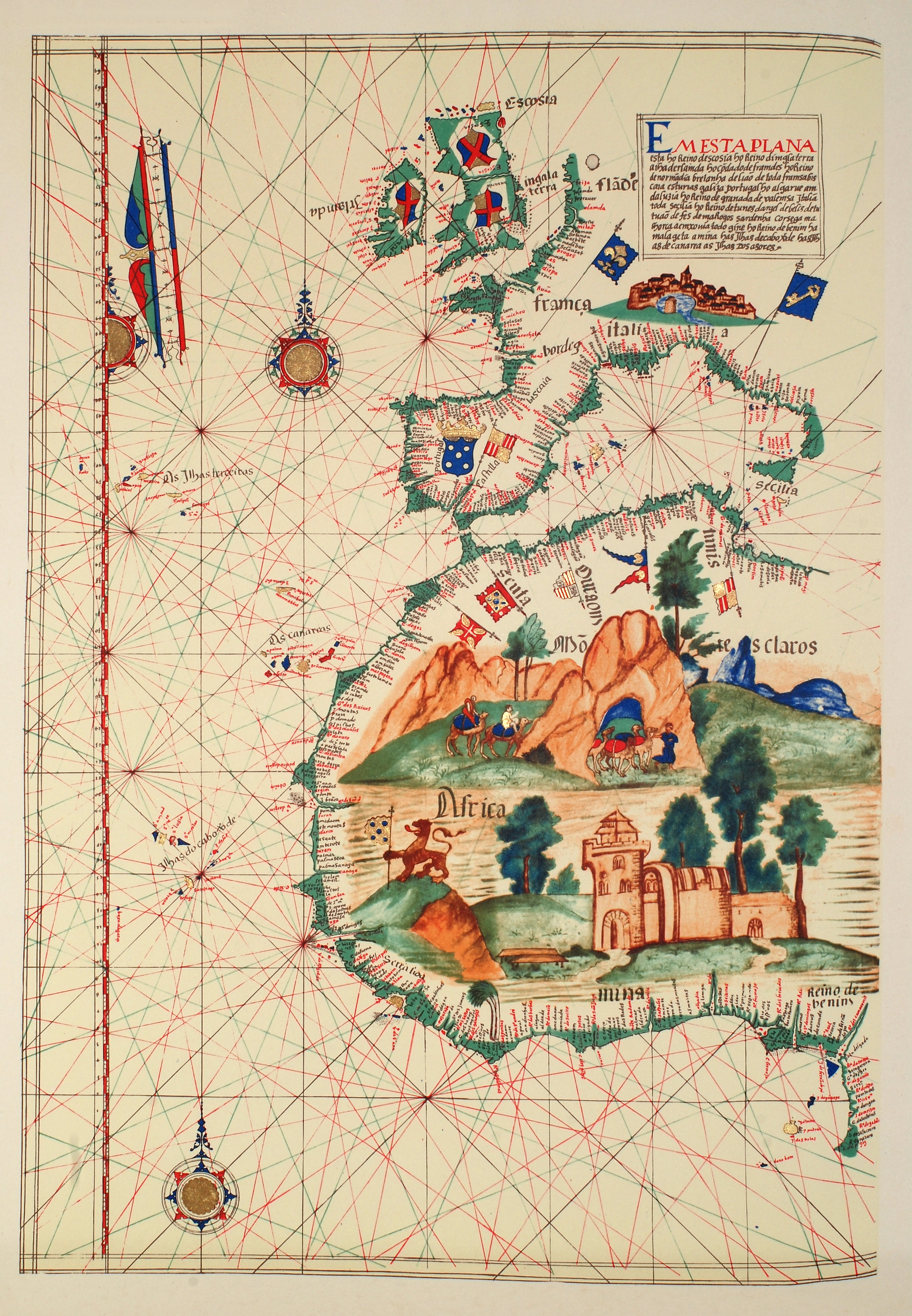
Mapa da África Ocidental de Lázaro Luis (1563). O grande castelo da África Ocidental representa a Feitoria fortificada de São Jorge da Mina.

Em 1469, Fernão Gomes da Mina alugou os direitos de exploração africana por cinco anos. Sob a sua direção, em 1471, os portugueses chegaram ao Gana e estabeleceram-se em A Mina, hoje Elmina. Finalmente chegaram a um país com abundância de ouro, daí o nome histórico de " Costa do Ouro " que Elmina acabaria por receber.
Em 1472, Fernão do Pó descobriu a ilha que durante séculos levaria o seu nome (atual Bioco ) e um estuário abundante em camarão, dando-lhe o nome de Camarões .
Logo depois, o equador foi atravessado pelos europeus. Portugal estabeleceu uma base em São Tomé que, a partir de 1485, foi colonizada por criminosos e também depois de 1497, por judeus espanhóis e portugueses degredados.
Em 1482, Diogo Cão encontrou a foz de um grande rio e soube da existência de um grande reino, o do Congo. Em 1485, ele explorou esse mesmo rio.
Mas os portugueses queriam, acima de tudo, encontrar uma rota para a Índia e continuaram a tentar circum-navegar a África. Em 1485, a expedição de João Afonso de Aveiro, com o astrónomo alemão Martin Behaim como parte da tripulação, explorou a Baía do Benim (Reino do Benim), retornando informações sobre o rei africano Ogane .
Em 1488, Bartolomeu Dias e o seu piloto Pêro de Alenquer, após reprimirem um motim, viraram um cabo onde foram apanhados por uma tempestade, dando-lhe o nome de Cabo das Tormentas. Eles seguiram a costa por um tempo, percebendo que ela continuava indo para o leste, até mesmo com alguma tendência para o norte. Na falta de suprimentos, eles voltaram com a convicção de que o extremo da África havia finalmente sido alcançado. No regresso a Portugal, o promissor cabo passou a chamar-se Cabo da Boa Esperança.
Alguns anos depois, Cristóvão Colombo desembarcou na América sob o comando rival dos castelhanos. O Papa Alexandre VI decretou a bula Inter cætera, dividindo as partes não-cristãs do mundo entre as duas potências católicas rivais, Espanha e Portugal.
Finalmente, nos anos de 1497 a 1498, Vasco da Gama, novamente com Alenquer como piloto, tomou rota direta para o Cabo da Boa Esperança. Ele foi além do ponto mais distante alcançado por Dias e batizou o país de Natal. Depois navegou para norte, desembarcando em Quelimane ( Moçambique ) e Mombaça, onde encontrou comerciantes chineses, e Melinde (ambos no moderno Quénia). Nesta localidade, recrutou um piloto árabe que conduziu os portugueses diretamente para Calecute. A 28 de agosto de 1498, o rei D. Manuel de Portugal informou ao Papa a boa notícia de que Portugal tinha chegado à Índia.
O Egito e Veneza reagiram a esta notícia com hostilidade; do Mar Vermelho, atacaram conjuntamente os navios portugueses que negociavam com a Índia. Os portugueses derrotaram estes navios perto de Diu em 1509. A reacção indiferente do Império Otomano à exploração portuguesa deixou Portugal com o controlo quase exclusivo do comércio através do Oceano Índico . Eles estabeleceram muitas bases ao longo da costa oriental da África, exceto na Somália (ver guerras Ajuran-Portuguesas). Os portugueses também capturaram Adem em 1513.
Um dos navios comandados por Diogo Dias chegou a uma costa que não era a África Oriental. Dois anos depois, uma carta já mostrava uma ilha alongada a leste da África que levava o nome de Madagáscar . Mas só um século depois, entre 1613 e 1619, é que os portugueses exploraram a ilha em detalhe. Eles assinaram tratados com chefes locais e enviaram os primeiros missionários, que acabaram sendo expulsos.

### História moderna

#### Portugueses

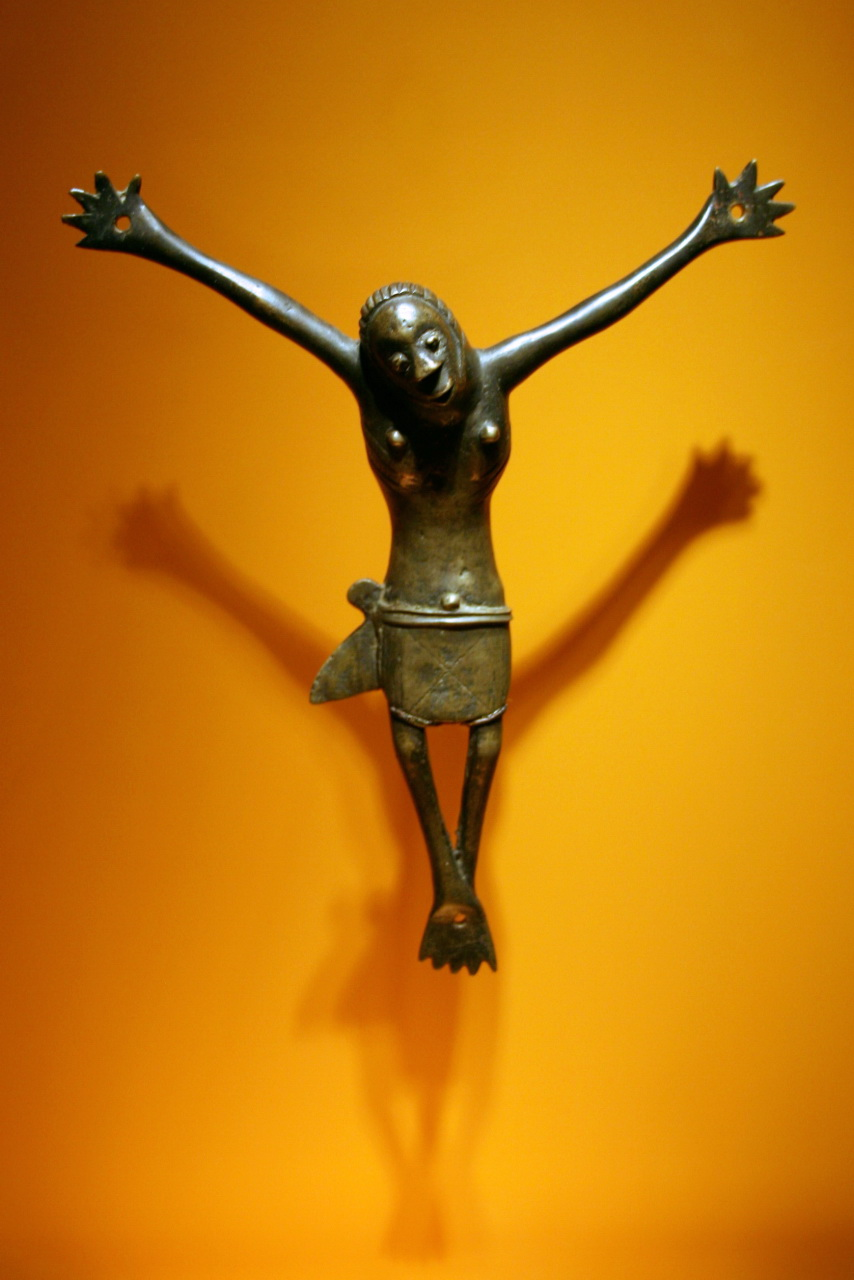
Crucifixo do século XVII, liga de cobre, República Democrática do Congo

A presença portuguesa em África rapidamente interferiu nos interesses comerciais árabes existentes. Em 1583, os portugueses estabeleceram-se em Zanzibar e na costa suaíli. O Reino do Congo foi convertido ao cristianismo em 1495, tendo o seu rei assumido o nome de João I. Os portugueses também estabeleceram os seus interesses comerciais no Império Monomotapa no século XVI e, em 1629, colocaram um governante fantoche no trono.

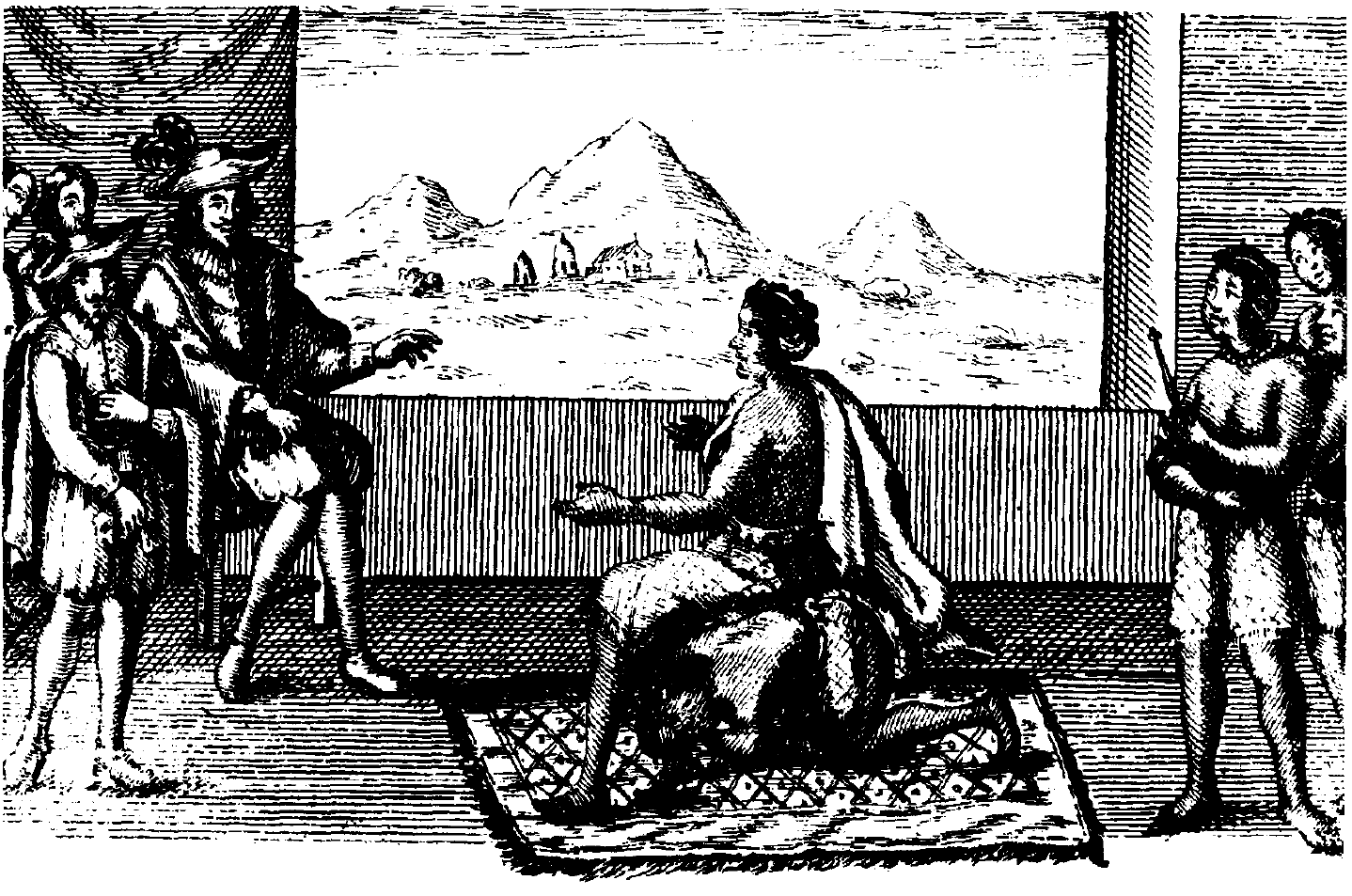
Rainha Nzinga em negociações de paz com o governador português em Luanda, 1657

Os portugueses (e mais tarde também os holandeses) também se envolveram na economia escravista local, apoiando o estado dos Jaggas, que realizavam ataques para capturar descravos no Congo.
Os portugueses lidaram com o outro grande estado da África Austral, o Monomotapa (no moderno Zimbabué ), de forma semelhante: Portugal interveio numa guerra local na esperança de obter riquezas minerais abundantes, impondo um protetorado. Mas com a autoridade do Monomotapa diminuída pela presença estrangeira, a anarquia assumiu o controle. Os mineiros locais migraram e até enterraram as minas para evitar que caíssem nas mãos dos portugueses. Quando em 1693 os vizinhos Cangamires invadiram o país, os portugueses aceitaram o seu fracasso e recuaram para a costa.

#### Holandeses.
A partir do século XVII, os Países Baixos começaram a explorar e colonizar a África. Enquanto os holandeses travavam uma longa guerra de independência contra a Espanha. 
Foram fundadas duas empresas holandesas: a [[Companhia Holandesa das Índias Ocidentais], com poder sobre todo o Oceano Atlântico, e a Companhia Holandesa das Índias Orientais, com poder sobre o Oceano Índico.
A Companhia das Índias Ocidentais conquistou a praça de São Jorge da Mina em 1637 e Luanda em 1640. Em 1648 foram expulsos de Luanda pelos portugueses. No total, os holandeses construíram 16 fortes em diferentes locais, incluindo Goreia, no Senegal, ultrapassando parcialmente Portugal como principal potência no comércio de escravos. A Costa do Ouro Holandesa e a Costa dos Escravos Holandesa foram bem-sucedidas.
Mas na colónia holandesa Loango-Angola, os portugueses conseguiram expulsar os holandeses.
Nas Maurícias holandesas a colonização começou em 1638 e terminou em 1710, com uma breve interrupção entre 1658 e 1666. Vários governadores foram nomeados, mas dificuldades contínuas como ciclones, secas, infestações de pragas, falta de alimentos e doenças finalmente cobraram seu preço, e a ilha foi abandonada em 1710.

#### Outra presença europeia moderna

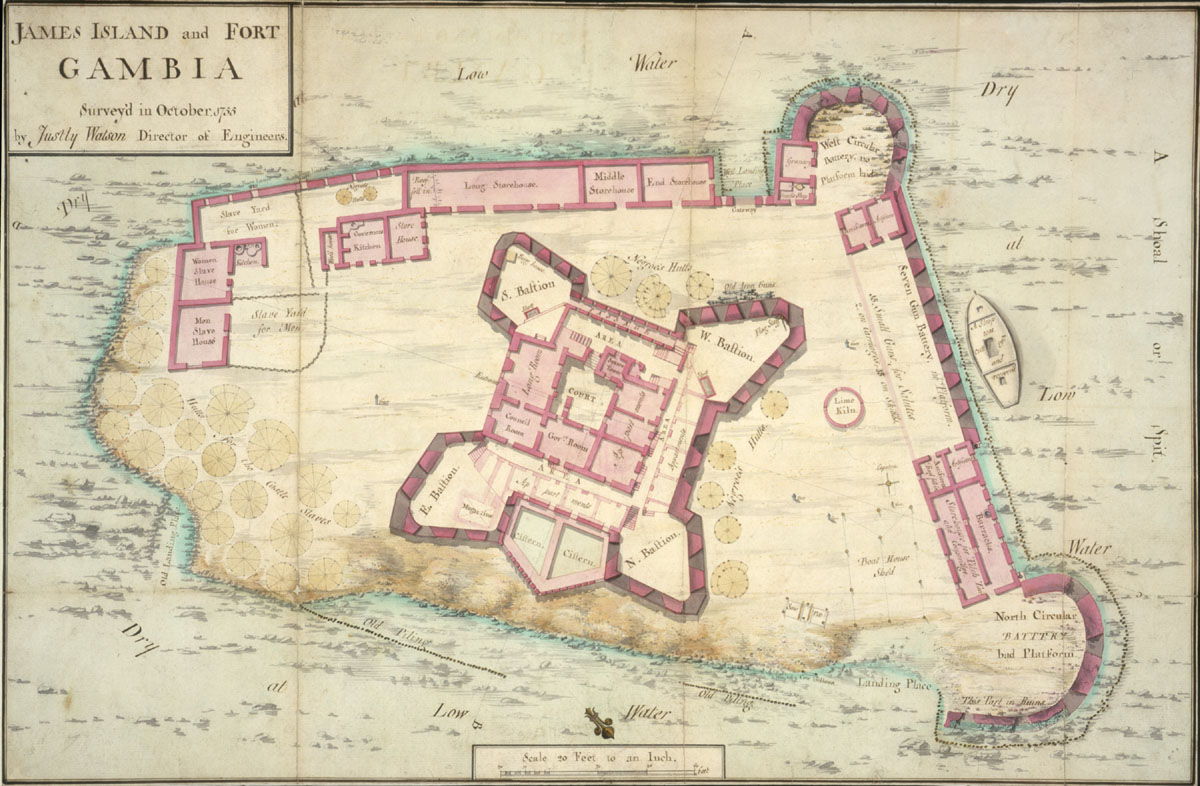
Mapa de Fort James (Gâmbia), a primeira possessão inglesa na África

Quase ao mesmo tempo que os holandeses, outras potências coloniais europeias tentaram criar os seus próprios postos avançados na África Ocidental, seguindo os passos dos portugueses.
Durante o período Tudor, comerciantes aventureiros ingleses começaram a negociar na África Ocidental, entrando em conflito com as tropas portuguesas. Em 1581, Francis Drake alcançou o Cabo da Boa Esperança. Em 1660, foi fundada a Royal African Company. Em 1663, os ingleses construíram o Forte James na Gâmbia. Um ano depois, outra expedição colonial inglesa tentou colonizar o sul de Madagascar, resultando na morte da maioria dos colonos. Os fortes ingleses na costa da África Ocidental foram eventualmente tomados pelos holandeses.
Em 1626, foi criada a Compagnie de l'Occident francesa. Esta empresa expulsou os holandeses doSenegal, tornando-a o primeiro domínio francês em África, conquistaram também a ilha de Arguim .
A França também voltou os olhos para Madagáscar, ilha que desde 1527 era usada como escala nas viagens à Índia. Em 1642, a Companhia Francesa das Índias Orientais fundou um assentamento no sul de Madagáscar chamado Fort Dauphin. Os resultados comerciais deste assentamento foram escassos e, novamente, a maioria dos colonos morreu. Um dos sobreviventes, Étienne de Flacourt, publicou uma História da Grande Ilha de Madagáscar e Relações, que foi durante muito tempo a principal fonte europeia de informação sobre a ilha. Outras tentativas de colonização não tiveram mais sucesso, mas, em 1667, François Martin liderou a primeira expedição ao coração malgaxe, alcançando o Lago Alaotra. Em 1665, a França reivindicou oficialmente Madagáscar, sob o nome de Île Dauphine. No entanto, pouca atividade colonial ocorreria em Madagáscar até o século XIX.
Em 1651, o Ducado da Curlândia e Semigália (um vassalo da Comunidade Polaco-Lituana ) ganhou uma colónia na África, na Ilha de Santo André, no rio Gâmbia, e lá estabeleceu o Forte de Jacob. O Ducado também tomou outras terras locais, incluindo a Ilha de Santa Maria (atual Banjul ) e o Forte Jillifree.
Em 1650, mercadores suecos fundaram a Costa do Ouro Sueca no moderno Gana, após a fundação da Companhia Sueca de África (1649). Em 1652 foram lançadas as fundações do forte Carlsborg. Em 1658, Fort Carlsborg foi tomado e passou a fazer parte da colónia da Costa do Ouro Dinamarquesa, depois para a Costa do Ouro Holandesa. Mais tarde, a população local iniciou uma revolta bem-sucedida contra os seus novos senhores e em dezembro de 1660 o Rei do subgrupo do povo Akan - Efutu ofereceu novamente à Suécia o controle sobre a área, mas em 1663 foram capturados pelos dinamarqueses após uma longa defesa do Forte de Christiansborg.
Os Dano-Noruegueses colonizaram a Costa do Ouro Dinamarquesa, de 1674 a 1755 os assentamentos foram administrados pela Companhia Dinamarquesa das Índias Ocidentais e Guiné. De dezembro de 1680 a 29 de agosto de 1682, os portugueses ocuparam o Forte Christiansborg. Em 1750 foi transformada em colónia da coroa dinamarquesa. De 1782 a 1785 esteve sob ocupação britânica. A partir de 1814 passou a fazer parte do território da Dinamarca
Em 1677, o rei Frederico Guilherme I da Prússia enviou uma expedição à costa ocidental da África. O comandante da expedição, o Capitão Blonk, assinou acordos com os chefes da Costa do Ouro. Lá, os prussianos construíram um forte chamado Gross Friederichsburg e restauraram o abandonado forte português de Arguin. Mas em 1720, o rei decidiu vender estas bases aos Países Baixos por 7.000 ducados e 12 escravos, seis deles acorrentados com correntes de ouro puro.
Em 1777, o Império Espanhol e o Império Português assinaram o Tratado de San Ildefonso no qual Portugal cede as ilhas de Annobón e Fernando Pó nas águas do Golfo da Guiné, bem como a costa guineense entre o rio Níger e o Rio Ogoué, para Espanha.
Os britânicos manifestaram o seu interesse pela formação em 1788 da Associação para a Promoção da Descoberta das Partes Interiores de África. Os indivíduos que formaram este clube foram inspirados em parte pelo escocês James Bruce, que se aventurou na Etiópia em 1769 e alcançou a nascente do Nilo Azul.
No geral, a exploração europeia de África nos séculos XVII e XVIII foi muito limitada. Em vez disso, concentraram-se no comércio de escravos, que exigia apenas umas bases costeiras. A verdadeira exploração do interior africano começaria já no século XIX.

### O século XIX

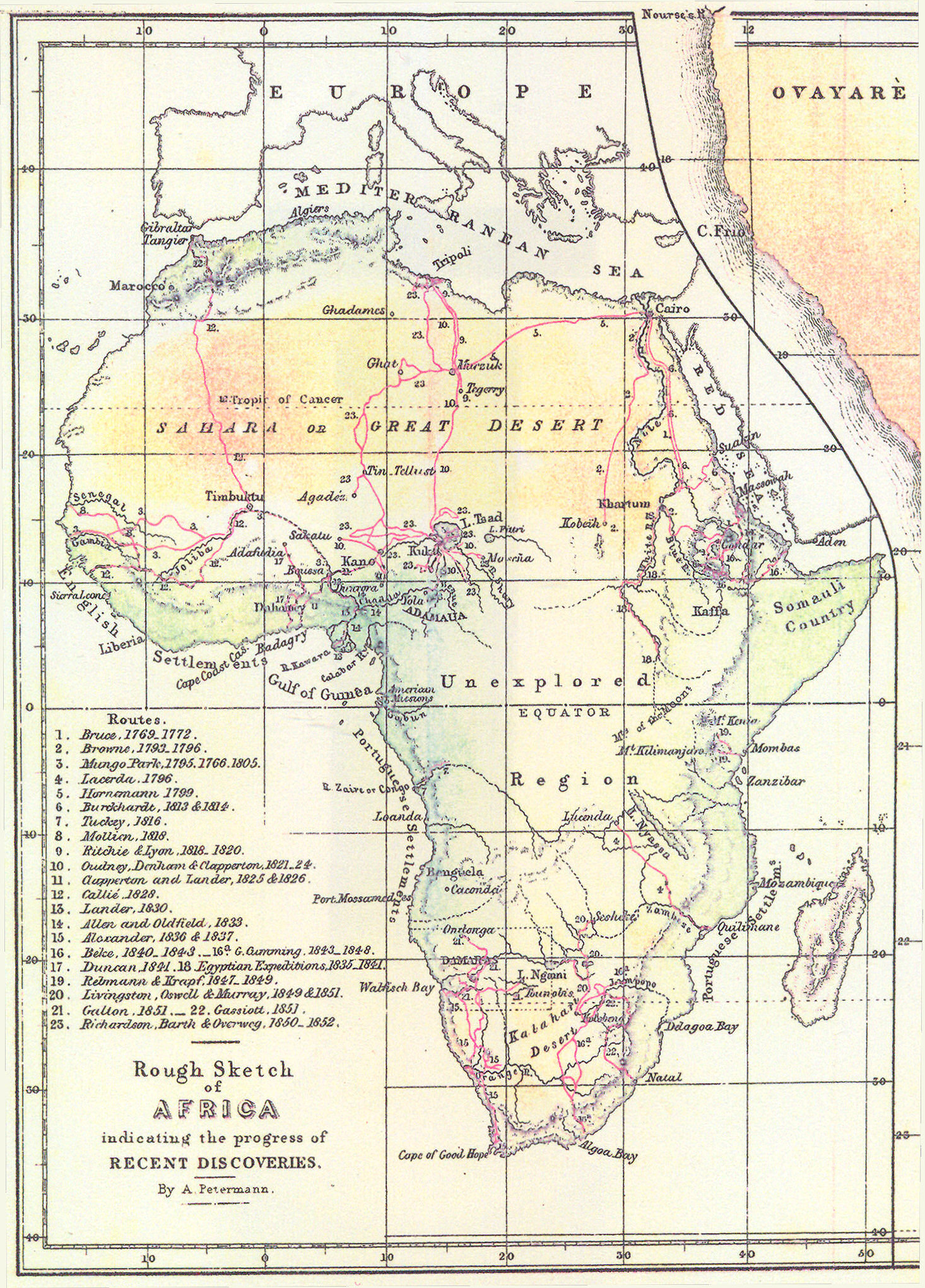
Rotas dos exploradores europeus na África até 1853

Embora as Guerras Napoleónicas tenham desviado a atenção da Europa do trabalho exploratório em África, essas guerras exerceram, no entanto, grande influência no futuro do continente, tanto no Egito como na África do Sul. A ocupação do Egito (1798 – 1803), primeiro pela França e depois pela Grã-Bretanha, resultou num esforço do Império Otomano para recuperar o controlo direto sobre aquele país. Em 1811, Maomé Ali estabeleceu um estado quase independente e, a partir de 1820, estabeleceu o domínio egípcio sobre o leste do Sudão. Na África do Sul, a luta com Napoleão fez com que o Reino Unido tomasse posse dos assentamentos holandeses no Cabo. Em 1814, a Colónia do Cabo, que tinha sido continuamente ocupada pelas tropas britânicas desde 1806, foi formalmente cedida à coroa britânica.
Entretanto, mudanças consideráveis foram introduzidas noutras partes do continente. A ocupação de Argel pela França em 1830 pôs fim à pirataria nos estados berberes. A autoridade egípcia continuou a expandir-se para o sul, com os consequentes acréscimos ao conhecimento do Nilo . A cidade de Zanzibar, na ilha com esse nome, rapidamente alcançou importância. Os relatos de um vasto mar interior e a descoberta das montanhas cobertas de neve do Quilimanjaro em 1840–1848 estimularam o desejo de mais conhecimento sobre a África na Europa.
Em meados do século XIX, as missões protestantes realizavam um trabalho missionário activo na costa da Guiné, na África do Sul e nos domínios de Zanzibar. Os missionários visitaram regiões e povos pouco conhecidos e, em muitos casos, tornaram-se exploradores e pioneiros do comércio e do império. David Livingstone, um missionário escocês, estava engajado desde 1840 no trabalho ao norte do rio Orange. Em 1849, Livingstone atravessou o deserto de Calaári de sul a norte e chegou ao lago Ngami. Entre 1851 e 1856, percorreu o continente de oeste a leste, descobrindo os grandes cursos de água do alto rio Zambeze. Em novembro de 1855, Livingstone tornou-se o primeiro europeu a ver as famosas Cataratas de Vitória, em homenagem à Rainha do Reino Unido. De 1858 a 1864, o baixo Zambeze, o Rio Chire e o Lago Niassa foram explorados por Livingstone. Niassa foi alcançada pela primeira vez pelo escravo de António Francisco da Silva Porto, um comerciante português estabelecido no Bié, em Angola, que atravessou a África durante 1853-1856 de Benguella até à foz do Rovuma. O objetivo principal dos exploradores era localizar a nascente do rio Nilo. Expedições de Burton e Speke ( – ) e Speke e Grant (1863) localizaram o Lago Tanganica e o Lago Vitória. Eventualmente foi provado que era deste último que fluía o Nilo.
Henry Morton Stanley, que em 1871 conseguiu encontrar  Livingstone (dando origem à famosa frase "Dr. Livingstone, presumo"), partiu novamente para Zanzibar em 1874. Em uma das mais memoráveis de todas as expedições de exploração na África, Stanley circunavegou Victoria Nyanza (Lago Vitória) e Lago Tanganica. Avançando mais para o interior, até ao Lualaba, seguiu aquele rio até ao Oceano Atlântico — onde alcançou em Agosto de 1877 — e provou que era o Congo.

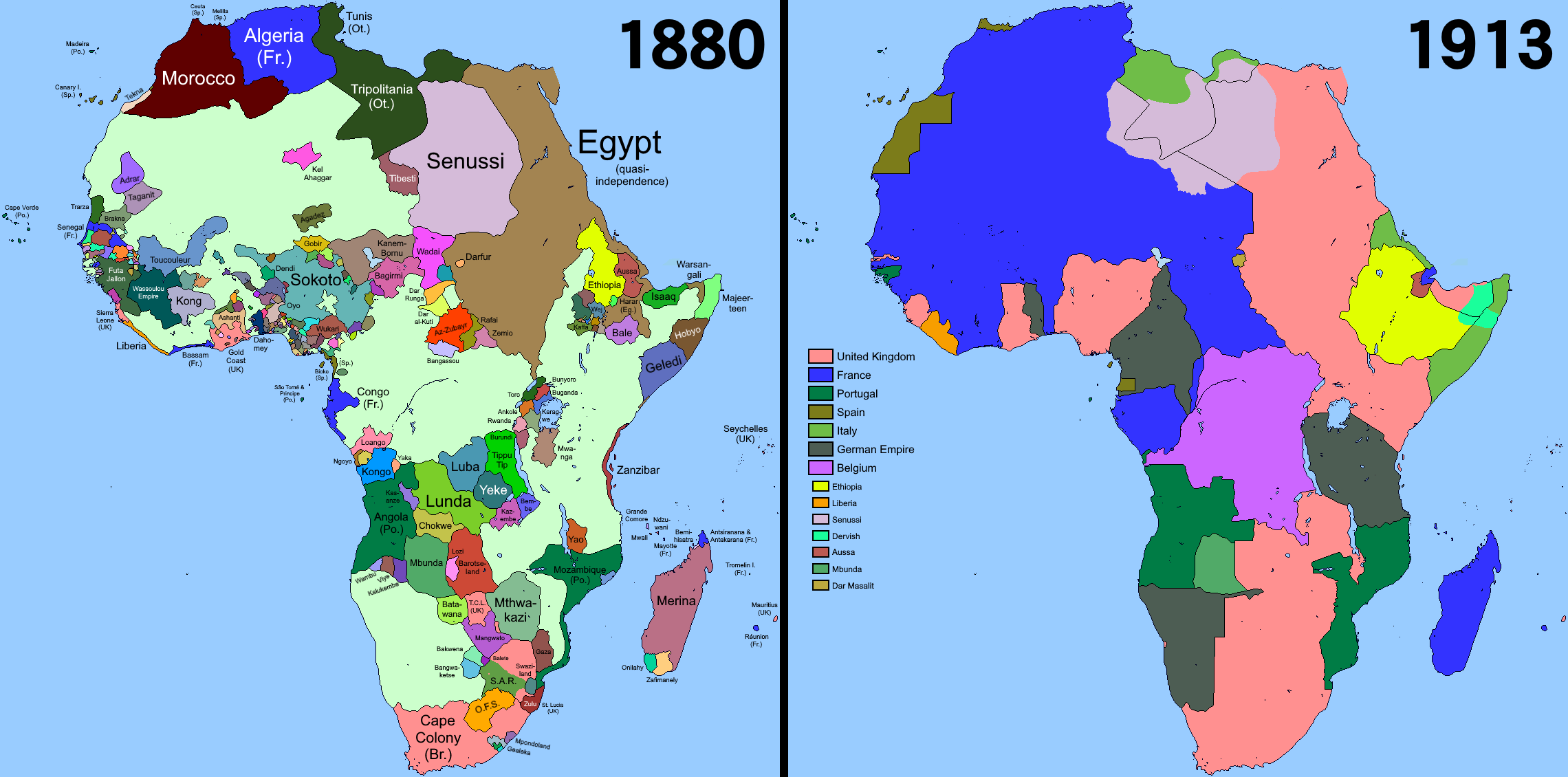
Comparação da África entre os anos 1880 e 1913

Em 1895, a Companhia Britânica da África do Sul contratou o batedor americano Frederick Russell Burnham para procurar minerais e formas de melhorar a navegação fluvial na região da África Central e Austral. Burnham supervisionou e liderou a expedição da Companhia Britânica de Exploração da África do Sul dos Territórios do Norte, que primeiro estabeleceu que existiam grandes depósitos de cobre ao norte do Zambeze, na Rodésia do Nordeste. Ao longo do Rio Cafué, Burnham viu muitas semelhanças com os depósitos de cobre que havia trabalhado nos Estados Unidos, e encontrou povos nativos usando pulseiras de cobre.  O cobre tornou-se rapidamente o principal produto de exportação da África Central e continua a ser essencial para a economia até hoje.
O surgimento da cartografia moderna, e a sua colocação no centro da abordagem à exploração científica, significou que um novo impulso para explorar a África que começou na Europa, principalmente na Grã-Bretanha. De acordo com John Barrow, subsecretário do Almirantado no início de 1800, descreveu o conhecimento britânico do continente africano como "retrógrado" e "quase vazio" e pressionou por novas explorações do continente.  Esta abordagem cartográfica “esvaziou o espaço africano de identificações políticas e étnicas anteriores” aos olhos dos europeus. 
Os exploradores também atuaram no sul de Marrocos, no Saara e no Sudão, que foram percorridos em várias direções entre 1860 e 1875 por Georg August Schweinfurth e Gustav Nachtigal. Estes viajantes não só acrescentaram consideravelmente ao conhecimento geográfico, como também obtiveram informações valiosas sobre os povos, as línguas e a história natural dos países em que permaneceram. Entre as descobertas de Schweinfurth estava uma que confirmou as lendas gregas da existência, além do Egito, de uma "raça pigmeu". Mas o primeiro descobridor ocidental dos pigmeus da África Central foi Paul Du Chaillu, que os encontrou no distrito de Ogowe, na costa oeste, em 1865, cinco anos antes do primeiro encontro de Schweinfurth com eles. Du Chaillu já havia anteriormente, através de viagens pela região do Gabão entre 1855 e 1859, popularizado na Europa o conhecimento da existência do gorila, cuja existência era considerada tão lendária quanto a dos pigmeus de Aristóteles.

## Lista de exploradores da África

### Século 15

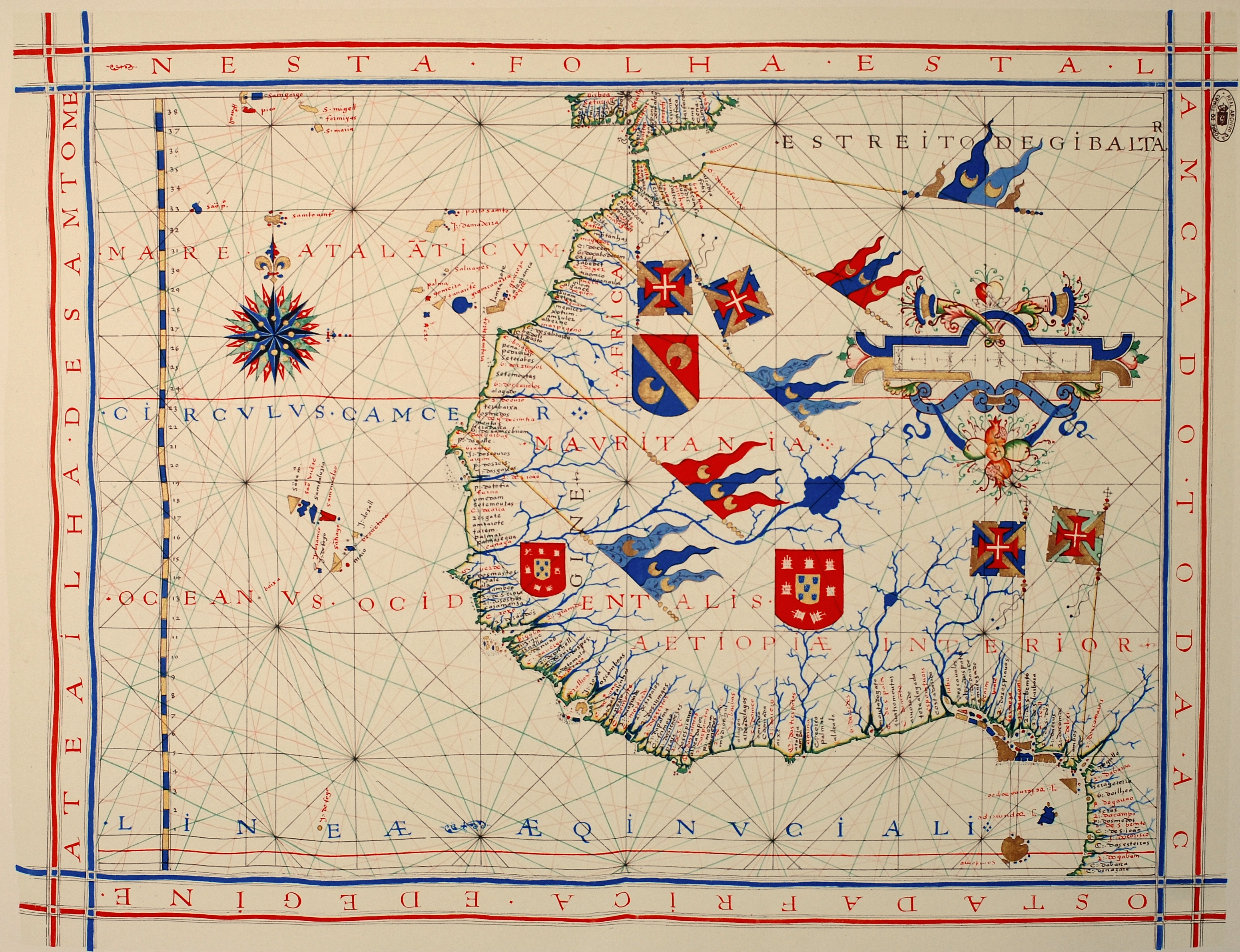
Mapa português da África Ocidental, 1571

- Diogo Cão
- Diogo de Azambuja
- Bartolomeu Dias
- Pêro de Alenquer
- João Infante
- João Grego
- Álvaro Martins Homem
- Pêro Dias
- Gil Eanes
- Nuno Tristão
- Antão Gonçalves
- Dinis Dias
- Álvaro Fernandes
- Pedro de Sintra
- Fernão do Pó
- Alvise Cadamosto
- Antonio da Noli
- Diogo Gomes
- Álvaro de Caminha
- João de Santarém
- Pêro Escobar
- Duarte Pacheco Pereira
- Lopo Gonçalves

### Século 15/16
- Vasco da Gama (and discovered sea route to India)
- Diogo Dias
- Pêro da Covilhã
- Pedro Álvares Cabral
- Sancho de Tovar e Vicente Pegado (Monomotapa).

### século 16
- Paulo Dias de Novais
- António Fernandes (ele viajou para Monomotapa e além, explorando a maior parte do atual Zimbábue e possivelmente o nordeste da África do Sul)
- Lourenço Marques (comerciante e explorador na África Oriental)
- Francisco Álvares (missionário e explorador na Etiópia)
- Gonçalo da Silveira (missionário jesuíta, subiu o rio Zambeze até à capital do Monomotapa que parece ter sido o kraal N'Pande, perto do rio M'Zingesi, um afluente do sul do Zambeze)

### século 18

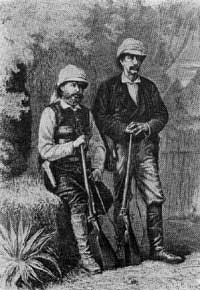
Roberto Ivens (de pé) com Hermenegildo Capelo em Iaca.

- Francisco José de Lacerda e Almeida (explorou a Zâmbia)
- Mungo Park

- Antoine Thomson d'Abbadie (1810–1897)
- Heinrich Barth
- Pierre Savorgnan de Brazza
- Johann Ludwig Burckhardt
- Frederick Russell Burnham (1861-1947)a.
- Richard Francis Burton (1821–1890) (Grandes Lagos Africanos)
- René Caillié
- Hermenegildo Capelo
- Roberto Ivens
- Candido José da Costa Cardoso
- Paul Belloni Du Chaillu
- Hugh Clapperton (1788–1827)
- Victor de Compiègne (1846–1877), explorou o Gabão

- Dixon Denham (1786–1828),

- James Elton (1840–1877)
- Emil Holub
- Inácio Knoblecher  (1819–1858), explorou a bacia do Nilo branco.
- Alexander Gordon Laing (1793–1826)
- Laird Macgregor (1808–1861)
- Richard Lemon Lander (1804–1834)
- Harry Johnston (1858–1927)
- Frederick John Jackson (1860–1929), explorou a Uganda
- Oskar Lenz (1848–1925)
- David Livingstone (1813–1873)

- John Kirk (1832–1922
- Frederick Lugard (1858–1945)
- Joseph Thomson (1858–1895) (Grandes Lagos Africanos)
- Samuel White Baker (1821–1893) (explorou Uganda e Sudão)
- Artur Henrique Neumann (1850-1907) (Quénia e Uganda)
- Charles-Henri Pobéguin (1856–1951)
- Luigi Robecchi Bricchetti (1855–1926)
- Carlos Piaggia
- Alexandre de Serpa Pinto
- António Francisco da Silva Porto
- Manuel Iradier (1854-1911)
- Vittorio Bottego (1860–1897)
- Giuseppe Maria Giulietti (1847-1881)
- Luís Amadeu, Duque dos Abruzos (1873-1933)
- Georg August Schweinfurth
- Frederick Selous (1851-1917)
- Henry Morton Stanley (1841–1904)
- William Edgar Geil (1 October 1865, Doylestown, Pennsylvania – 11 April 1925, Venice)
- John Hanning Speke (1827–1864) (Rio Nilo)
- James Hingston Tuckey (1776–1816)
- Robert Bruce Napoleão Walker (1832–1901), explorou o Gabão

### Início do século 20
- Jan Czekanowski
- William Edgar Geil
- Kazimierz Nowak